# Yuja Wang
Yuja Wang (Cinese:王羽佳S, pinyin: Wáng YǔjiāP; Pechino, 10 febbraio 1987) è una pianista cinese.
È nata a Pechino, dove ha iniziato lo studio del pianoforte all'età di sei anni ed ha continuato a studiare al Conservatorio Centrale di Musica di Pechino. Dall'età di 21 anni era già una pianista affermata a livello internazionale, che si esibiva in recital in tutto il mondo. Ha un contratto discografico con la Deutsche Grammophon.

## Biografia
Yuja Wang viene da una famiglia di musicisti. La madre, Zhai Jieming, è una ballerina e suo padre, Wang Jianguo, è un percussionista. Entrambi vivono a Pechino.
Wang inizia lo studio del pianoforte all'età di 6 anni. A 7 anni inizia lo studio di tre anni al Conservatorio Centrale di Musica di Pechino. A 11 anni partecipa al Morningside Music Bridge International Music Festival (all'Università Mount Royal di Calgary, Alberta), come studente più giovane del festival.
All'età di 15 anni, Wang inizia lo studio al Curtis Institute of Music di Filadelfia, che frequenta per cinque anni con Gary Graffman e dove si diploma nel 2008. Graffman disse che la tecnica della Wang lo impressionò durante la sua audizione, ma "era l'intelligenza e il buon gusto" delle sue interpretazioni che la distinguevano.

## Carriera

### Primi anni
Nel 1998, Wang vinse il terzo premio al Concorso Internazionale Ettlingen per Giovani Pianisti a Ettlingen, Germania. Nel 2001 vinse il terzo premio e il premio speciale della giuria (assegnato a un finalista particolarmente superiore, con meno di 20 anni di età, premio in denaro di 500.000 yen) nella sezione pianoforte al primo Concorso Internazionale Sendai di Musica a Sendai, in Giappone.
Nel 2002, Wang è arrivata prima al concorso di concerto dell'Aspen Music Festival and School.
Nel 2003, Wang fece il suo debutto europeo con l'Orchestra Tonhalle di Zurigo, in Svizzera, suonando il Concerto per pianoforte n. 4 di Beethoven, sotto la direzione di David Zinman. Ha fatto il suo debutto in Nord America a Ottawa nella stagione 2005/2006, in sostituzione di Radu Lupu, eseguendo quel concerto di Beethoven sotto la direzione di Pinchas Zukerman.
L'11 settembre del 2005, Wang fu dichiarata vincitrice del premio biennale Gilmore Young Artist Award 2006, assegnato ai più promettenti pianisti di 22 anni e più giovani. Come parte del premio, ha ricevuto 15000 $, è apparsa ai concerti del Gilmore Festival e le è stato commissionato una composizione nuova per pianoforte.
Nel 2006 Wang debuttò con la New York Philharmonic al Bravo! Vail Music Festival. La stagione seguente si è esibita con l'orchestra diretta da Lorin Maazel durante il tour della Filarmonica in Giappone ed in Corea.
Nel marzo 2007 la svolta della carriera, quando sostituì Martha Argerich in alcuni concerti tenuti a Boston. La Argerich aveva cancellato le sue apparizioni con la Boston Symphony Orchestra per quattro concerti in abbonamento dall'8 marzo al 13. La Wang eseguì il Concerto per Pianoforte n. 1 di Tchaikovsky, sotto la direzione di Charles Dutoit.

### Dopo il 2007
Nel 2008 Wang ha effettuato un tour degli Stati Uniti con la Academy of Saint Martin in the Fields diretta da Sir Neville Marriner. Nel 2009 si è esibita come solista con la YouTube Symphony Orchestra, diretta da Michael Tilson Thomas, alla Carnegie Hall di New York. Si è esibita inoltre con la Lucerne Festival Orchestra diretta da Claudio Abbado a Pechino, la Royal Philharmonic Orchestra in Spagna e a Londra e con l'Orchestra Filarmonica di Hong Kong.
Il 21 gennaio 2008 ha suonato nell'Hill Auditorium ad Ann Arbor, concerto dopo il quale, vista la standing ovation del pubblico, ha concesso ben tre bis: un brano di Gluck (trascrizione della stessa Wang), e le trascrizioni virtuosistiche della Marcia "Alla Turca" di Mozart (trascrizione di Volodos) e del Volo del Calabrone (trascrizione pianistica di Cziffra).
Il 2 aprile del 2008, Yuja Wang ha suonato con l'Academy of St. Martin in the Fields nella Boston Symphony Hall per un concerto originariamente programmato per essere diretto dal pianoforte da Murray Perahia. Nello stesso anno ha suonato all'interno del Verbier Festival ottenendo grande entusiasmo da parte del pubblico.
Nel 2009 Wang ha suonato e registrato il Concerto in sol minore n. 1 di Mendelssohn con Kurt Masur al Festival di Verbier. La sua interpretazione del "Il volo del calabrone" di Rimskij-Korsakov è riportata tra i DVD scelti del Festival di Verbier dal 2008. il video "Bumblebee" di Wang è stato visto più di 4,5 milioni di volte su YouTube. Nell'agosto del 2009 ha suonato e registrato il Concerto n. 3 di Prokofiev sotto la direzione di Claudio Abbado.
Nel 2012 Wang ha fatto un tour con l'Orchestra filarmonica d'Israele, direttore Zubin Mehta, in Israele e negli Stati Uniti, con uno spettacolo alla Carnegie Hall di New York nel mese di settembre.
Nel novembre dello stesso anno ha fatto un tour in Asia con la San Francisco Symphony e il suo direttore Michael Tilson Thomas.
Nel febbraio 2013 Wang ha suonato e registrato il Concerto n. 2 di Prokof'ev e il Concerto n. 3 di Rachmaninov, con il direttore Gustavo Dudamel e la venezuelana Orquesta Sinfónica Simón Bolívar. Sempre nel 2013 la tournée in Giappone di Wang culminò con il suo debutto alla Suntory Hall di Tokyo.
Del maggio 2013 l'esibizione alla Fazioli Concert Hall di Sacile, dove ha eseguito brani di Liebermann, Scriabin, Rachmaninov e Ravel.. Nello stesso mese questi brani verranno replicati nel corso di una tournée comprendente alcuni teatri dell'Italia settentrionale: il Teatro comunale di Ferrara, il Teatro Gaetano Donizetti di Bergamo e il Teatro Grande di Brescia, nell'ambito del 50º Festival pianistico internazionale.
Il 5 maggio 2014 si è esibita con grande successo, eseguendo brani di Chopin, Stravinsky, Kapustin, con numerosi bis, al Carlo Felice di Genova in un concerto della Giovine Orchestra Genovese.
Wang ha debuttato con i Berliner Philharmoniker nel maggio 2015, eseguendo il Concerto per pianoforte n. 2 di Sergej Sergeevič Prokof'ev con il direttore Paavo Järvi. Lo spettacolo fu trasmesso in diretta tramite la Digital Concert Hall dell'orchestra.
Allontanandosi dal suo precedente repertorio, prevalentemente russo, ha suonato il Concerto per pianoforte n. 9 di Mozart, il Jeunehomme, nel mese di febbraio 2016 alla David Geffen Hall di New York in quattro serate consecutive con Charles Dutoit sul podio, poi al suo debutto con la Filarmonica di Vienna diretta da Valery Gergiev, a Monaco e Parigi. Nel mese di marzo 2016 Wang ha suonato nel corso di tre serate nella Sinfonia Turangalîla di Messiaen con Esa-Pekka Salonen alla direzione. In un recital alla Carnegie Hall nel maggio 2016, ha interpretato la Sonata per pianoforte n. 29, op. 106, la Hammerklavier, di Beethoven e due Ballate di Brahms e la Kreisleriana di Robert Schumann.

### Orchestre ed esecuzioni
A partire dal 2013 Wang ha suonato con numerose orchestre, tra cui Boston, Chicago, Cleveland, Los Angeles, New York, Philadelphia, San Francisco e Washington, negli Stati Uniti. A livello internazionale si è esibita con la Staatskapelle Berlin, l'Orchestra Filarmonica di Hong Kong, la China Philharmonic, la Filarmonica della Scala, diretta da Antonio Pappano, l'Orchestra Sinfonica di Toronto, l'Orchestra filarmonica d'Israele, la London Philharmonic, l'Orchestre de Paris, la Orquesta Nacional de España, l'Orquesta Sinfónica Simón Bolívar, la NHK Symphony Orchestra di Tokyo, l'Orchestra reale del Concertgebouw, l'Orchestra Mozart e l'Accademia Nazionale di Santa Cecilia.

## Discografia
Nel gennaio 2009 Wang ha firmato un contratto discografico con la Deutsche Grammophon. Ha pubblicato il suo primo CD, Sonatas & Etudes nel 2009, seguito da Transformation nel 2010; Rachmaninov nel 2011; e Fantasia nel 2012.
Inoltre EuroArts ha pubblicato un DVD nel quale esegue il Concerto per pianoforte n. 3 in do maggiore di Sergei Prokofiev, sotto la direzione di Abbado.
Yuja Wang ha eseguito il Concerto per pianoforte n. 2 di Prokofiev con l'Orchestra Sinfonica Simon Bolivar diretta da Gustavo Dudamel a Caracas, in Venezuela, nel febbraio 2013. Una registrazione di questo spettacolo è stata pubblicata nel mese di dicembre 2013 dalla Deutsche Grammophon.
Anche se c'è qualche traccia sulla pubblicazione di un CD del debutto della Wang nel 1995, ci sono poche informazioni disponibili su di esso.

## Recensioni
Oltre che dal punto di vista pianistico, Yuja riceve talvolta attenzione dai critici (oltre che dal pubblico) per i suoi abiti appariscenti che spesso lasciano scoperte le gambe e talvolta la schiena, evidenziando la gradevole presenza scenica, ma in modo non proprio formale.
In una recensione del 2011 molto citata di un concerto all'Hollywood Bowl, Mark Swed, il critico di musica classica del Los Angeles Times ha scritto:
Swed fu ampiamente criticato per questo aspetto della sua recensione.
In una recensione del debutto di Wang alla Carnegie Hall nel 2011, The New York Times scrisse:
Nel giugno 2012 il San Francisco Chronicle scrisse che Wang è "molto semplicemente, la più abbagliante pianista, incredibilmente dotata, nel mondo dei concerti di oggi e non c'è nient'altro da fare se non sedersi, ascoltare e ammirare la sua arte."
Di un concerto nel maggio 2013 alla Carnegie Hall, The New York Times riferì che i suoi (di Wang) "fortissimo erano temibili, ma altrettanto, in un modo più tranquillo, le bramose linee melodiche del primo movimento della Sonata n. 2 di Rachmaninov". Il critico aggiunse:
Nel maggio 2016, The New York Times recensì la sua esecuzione della formidabile Sonata Hammerklavier di Beethoven:

## Premi
- 2006: Gilmore Young Artist Award[11]
- 2009: Gramophone Classic FM's Young Artist of the Year[9]
- 2010: Avery Fisher Career Grant Recipient[39]
- 2011: Echo Klassik Young Artist of the Year[40]